# Промышленная газета
«Промы́шленная газе́та» — журнал, выходивший в Санкт-Петербурге с 1865 по 1867 год.

## История
Журнал промышленности, ремёсел и торговли «Промышленная газета» выходил в Санкт-Петербурге еженедельно с 30 апреля 1865 по 1867 год.
Издавал и редактировал журнал В. Я. Швиттау.
Журнал последовательно отстаивал интересы русской промышленной буржуазии в её конкурентной борьбе с иностранной. Газета пропагандировала буржуазную идею общности экономических интересов всех классов русского общества. Публиковались правительственные распоряжения, сведения о промышленном развитии в России и за границей, об отдельных изобретениях и усовершенствованиях, политико-экономические статьи и библиография литературы на экономические темы.
С 1868 года издавался под названием «Содействие русской торговле и промышленности».